# Zvonimir Vujin
Zvonimir „Zvonko” Vujin (ur. 23 lipca 1943 w Zrenjaninie, zm. 8 grudnia 2019 tamże) – jugosłowiański bokser wagi lekkiej i lekkopółśredniej. Dwukrotny brązowy medalista igrzysk olimpijskich w Meksyku (1968) oraz Monachium (1972). Srebrny medalista mistrzostw Europy w boksie z 1967 roku. Był również dwukrotnym medalistą igrzysk śródziemnomorskich (Neapol 1963, Tunis 1967).